# Mondial de l'automobile de Paris 2008

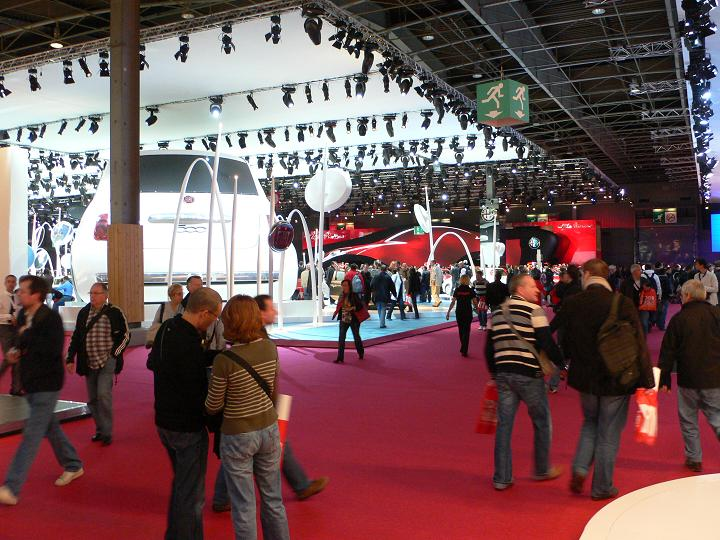
Mondial de l'automobile de Paris de 2008

Vous lisez un « bon article » labellisé en 2009.
L'édition 2008 du Mondial de l'automobile de Paris est un salon international de l'automobile qui s'est tenu du 4 octobre au 19 octobre 2008 à la Porte de Versailles, à Paris.
Le salon de Paris est le numéro un mondial du secteur et présente pour l'occasion quelque 90 nouveautés. Le Mondial de l'automobile de Paris est le salon le plus visité et le plus médiatisé au monde, marqué par une forte fréquentation avec près de 1,5 million de visiteurs et plus de 10 000 journalistes français et étrangers en moyenne. Les nouvelles technologies sont l’une des thématiques majeures du salon, avec de nombreux véhicules hybrides et électriques, préfigurant l’évolution de l’automobile à moyen ou plus long terme.
L'année 2008 se caractérise par une hausse de fréquentation. 362 marques de 25 pays ont accueilli 1 432 972 visiteurs, soit un nouveau record pour un salon de l'automobile.

## Enjeux

### Crise

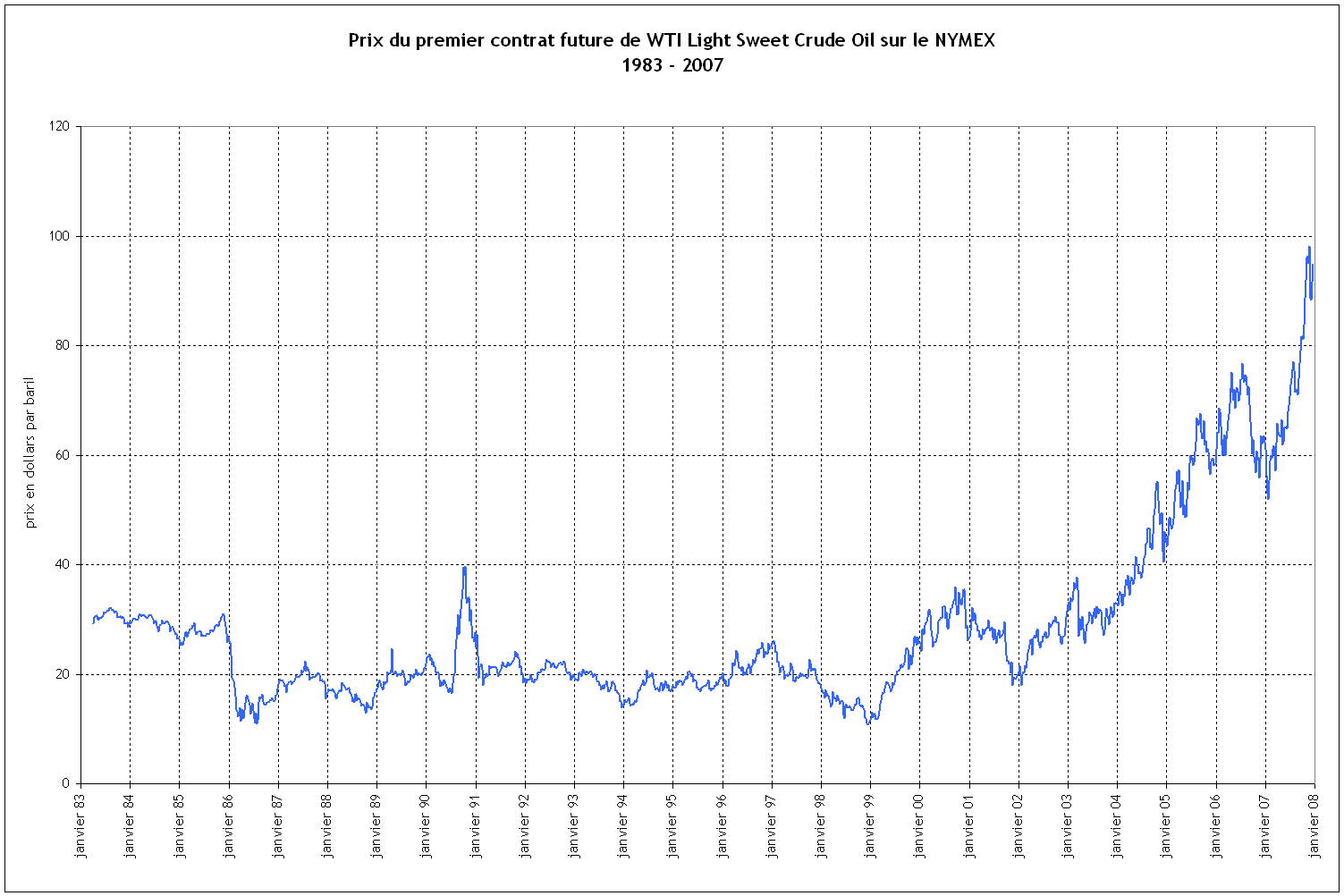
Prix du baril de pétrole brut

Cette année 2008 du salon de l'automobile de Paris se tient sur fond de crise : une crise tout d'abord économique. Le monde des finances est en effet bousculé depuis juillet 2007 par la crise des subprimes. Cependant, ce ne sera ni la première ni la dernière fois qu'un salon de l'automobile s'ouvre dans une période de crise. En effet, lors de la crise pétrolière de 1973, « économie d’énergie » était le leitmotiv du Mondial : d’où la fabrication de voitures plus légères grâce à l’emploi du plastique, plus aérodynamiques et des moteurs qui consomment moins. Par ailleurs, le diesel, jusqu’ici réservé aux utilitaires, se généralise.
L'autre enjeu majeur du salon est de faire face à la montée des prix des carburants et de la raréfaction des énergies fossiles. Dominique Ménard, directeur associé du cabinet PWC, explique que « l'industrie automobile est arrivée à l'un des tournants les plus importants de son histoire ». Béatrice Foucher, directrice produit chez le constructeur français Renault évoque même « une nouvelle ère » dans l'automobile. Elle ajoute par ailleurs que « l'idée que l'automobile [puisse] nuire à la santé et que les réserves de pétrole ne sont pas infinies ne relève plus de la science-fiction ». La flambée des matières premières et le durcissement des normes environnementales font augmenter les coûts de fabrication alors que le ralentissement économique et l'augmentation du coût du crédit freinent la demande. Le salon de Paris devrait apporter des réponses aux problèmes écologiques des moteurs automobiles : réduire les émissions de CO2 et des autres particules nocives pour l'homme et l'environnement.

### Énergies

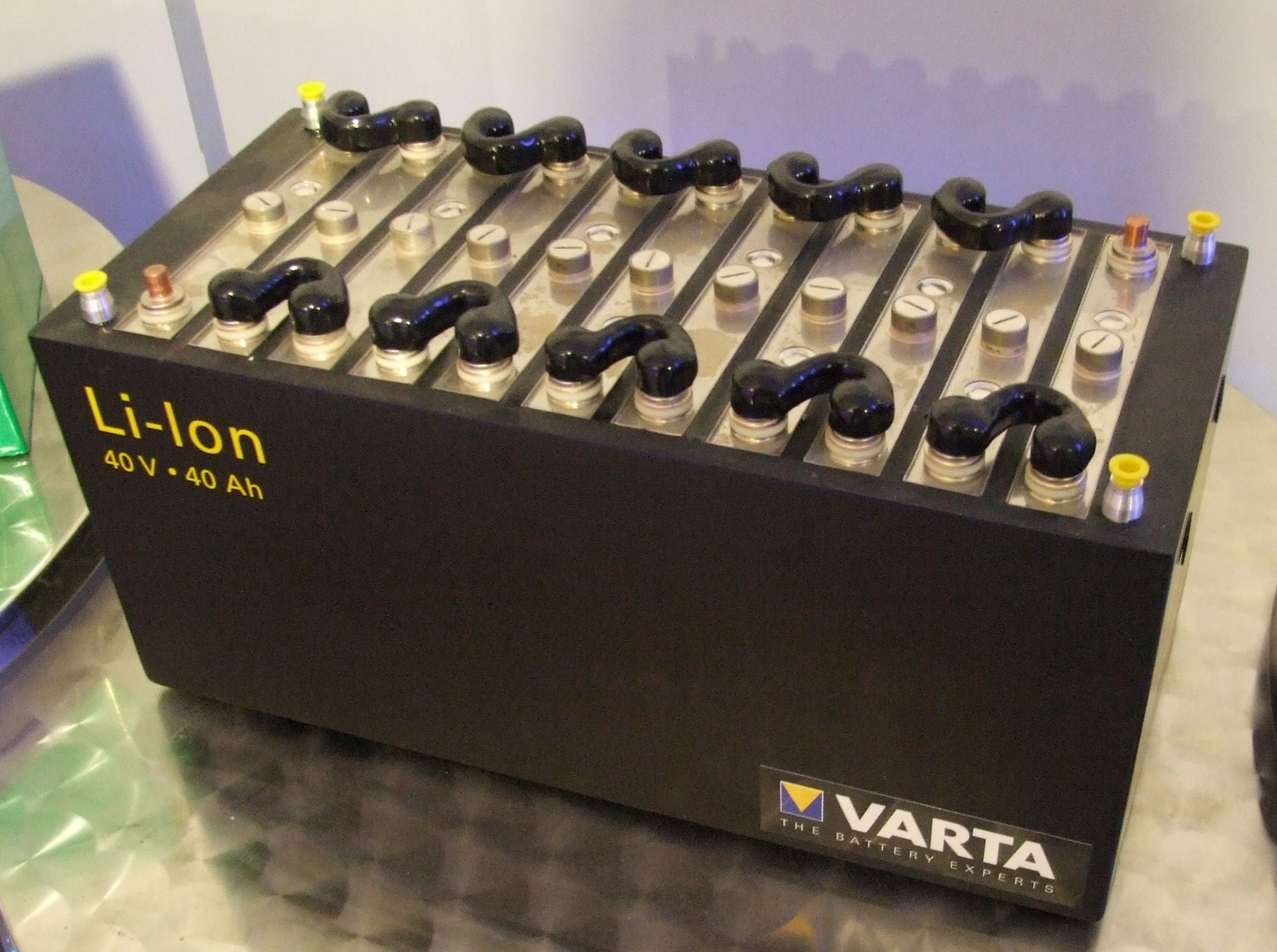
Batterie lithium-ion, solution souvent utilisée pour les voitures électriques

Les différents constructeurs d'automobile en Europe voient leurs chiffres de ventes baisser fortement, jusqu'à 41 % de moins pour le marché espagnol. Les constructeurs doivent revoir les moyens de propulsion de leurs véhicules. Le constructeur japonais Toyota fut le premier en 1997 à ajouter au vocabulaire automobile le terme « hybride ». Il s'agit d'additionner un moteur électrique à un moteur thermique normal, pouvant fonctionner ensemble ou individuellement selon les besoins. Avec des rejets de 104 grammes de CO2 par kilomètre, la Toyota Prius est en 2008, un des modèles les plus écologiques. Les constructeurs de luxe et de sportives n'échappent pas aux enjeux écologiques : Ferrari et Lamborghini se penchent actuellement sur des versions hybrides de leurs supercars, tandis qu'une Porsche Cayenne hybride est programmée pour 2010.
Cependant, l'objectif de nombreux centre d'études automobiles se tourne bel et bien vers un moteur 100 % électrique. Néanmoins, les outils technologiques à la disposition des constructeurs ne sont pas encore suffisants pour concevoir une automobile électrique capable de rivaliser ou plutôt de remplacer les véhicules actuels. En effet, les puissances développées et l'autonomie de ces véhicules est loin d'atteindre les normes des moteurs à combustion interne. Par ailleurs, l'attrait des consommateurs pour le tout électrique est récent. Ce n'est pas le cas des constructeurs : PSA Peugeot Citroën avait lancé en 1995 une gamme « tout-électrique », boudée par les acheteurs.

### Nouvelles tendances
Le Mondial de l'automobile de Paris 2008 doit répondre aux nouvelles tendances des consommateurs, engendrées par la période de difficulté financières que les pays traversent. Pour rouler moins cher, les clients se replient vers des petites voitures, moins gourmandes en carburant. Les ventes ont progressé de plus de 6,6 % en Europe l'an passé, sur un marché en hausse de 1,1 % et représente environ 8 % des ventes totales au premier semestre de l'année 2008. Les citadines « de poche » sont d'ailleurs à l'honneur au Mondial, où sont exposées la Toyota iQ, la Nissan Pixo ou encore l'Alfa Romeo Mito. Le succès des modèles low-costs se confirme par ailleurs en Europe. Les ventes de Dacia, la filiale roumaine qui commercialise la Logan et ses dérivés, ont progressé de 6,4 % depuis janvier. « Compte tenu des difficultés économiques, ce type de modèles pourrait à terme représenter 10 % des ventes européennes », explique Sergio Collela, consultant au cabinet Accenture. Les acheteurs de véhicules d'occasion, soit environ 62 % du parc automobile français.
Tous les consommateurs occidentaux ne souhaitent cependant pas renoncer au style de leur voiture. Vincent Besson, le directeur des produits de Citroën souligne que « les plus jeunes veulent un monde plus pratique, plus modeste et plus écolo. Mais, pour ces habitués de l'iPhone, ce qui est utile doit être beau ».

## Événements politiques

### Discours d'orientation de Nicolas Sarkozy

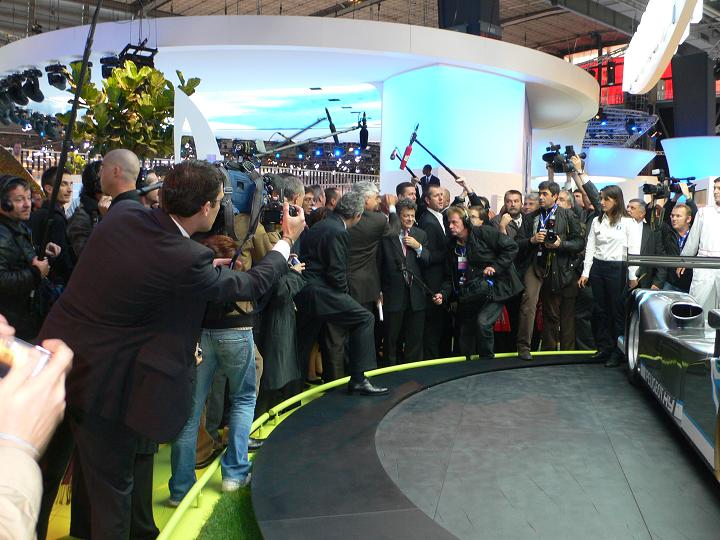
Jean-Louis Borloo au Mondial de l'automobile de Paris de 2008, le 9 octobre

Le secrétaire d'État à l'Industrie et à la Consommation, Luc Chatel, annonce le mercredi 8 octobre 2008 que « le gouvernement souhaitait s'engager dans une politique à destination des véhicules sans carbone ». Nicolas Sarkozy confirme le jeudi 9 octobre le lancement d'un plan gouvernemental destiné à favoriser la recherche et le développement des « véhicules propres ». À l’occasion de sa visite au Mondial de l’automobile, accompagné de Jean-Louis Borloo, Ministre d'État de l'écologie, de l'énergie, du développement durable et de l'aménagement du territoire, il annonce qu’un budget de 400 millions d’euros serait débloqué en ce sens sur les quatre prochaines années.
Le président Sarkozy explique par ailleurs que « la France va s'engager dès maintenant dans un vaste plan de recherche et de soutien aux véhicules décarbonés, c'est-à-dire des véhicules ayant les plus faibles niveaux d'émission de CO2 possibles, qu'il s'agisse de véhicules entièrement électriques ou de véhicules hybrides rechargeables ». Pour inciter les consommateurs à acheter des véhicules propres, le chef de l'État indique que « le bonus écologique de 5 000 euros, d'ores et déjà disponible pour tout véhicule émettant moins de 60 grammes de CO2/km, sera d'une part étendu aux véhicules utilitaires légers et d'autre part maintenu dans ces termes d'ici à 2012 ». Nicolas Sarkozy confirme également que le système de bonus-malus écologique sur les voitures neuves serait maintenu en 2009 « avec les mêmes seuils et les mêmes montants ».
Nicolas Sarkozy reconnaît que « ces investissements représentent des sommes considérables. Mais ils seront étalés sur une longue durée et répartis entre les particuliers, les collectivités, les distributeurs d'électricité, les gestionnaires d'espaces publics, et sans doute amortis sur la vente du courant ». Le président, en exercice de l’Union européenne sur cette même période, plaide pour une révision des règles européennes régissant les aides d'État afin de permettre l'octroi aux constructeurs automobiles européens de prêts à taux préférentiels identiques à ceux qui vont être octroyés à leurs concurrents américains. Soit 25 milliards de dollars pour les aider à réorienter leur gamme vers des modèles plus économes en carburant. « Il n'y a pas de raison que nos industries, en Europe, soient en moins bonne position que les autres », explique Nicolas Sarkozy à Sandouville.

### Manifestation de salariés du secteur automobile

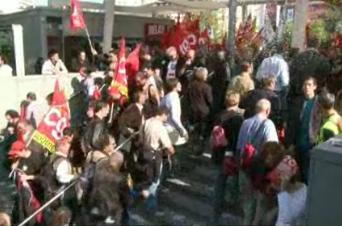
Manifestation CGT au Mondial de l'Automobile de Paris 2008

Dès le samedi 4 octobre 2008, une centaine de salariés de l'usine Ford de Blanquefort et certains élus locaux se sont donné rendez-vous au Mondial afin de protester contre l'éventuelle fermeture de leur site de production en Gironde, où sont employés 1 600 ouvriers. Après avoir distribués des tracts à l'entrée du salon, ils se sont rendus sur le stand de Ford et ont placé sur les carrosseries des véhicules des autocollants sur lesquels est écrit « Sauvons nos emplois ».
Le vendredi 10 octobre, quelques milliers de salariés se sont présentés Porte de Versailles afin de manifester devant le Salon leur « ras-le-bol » face à la multiplication des plans sociaux dans le secteur de l'automobile et exprimer par ailleurs leur rancœur envers le monde des finances : « Non aux financiers » est leur slogan. Entre 2 400 personnes selon la police, et plus de 4 000 selon la CGT, ont quitté peu avant midi le quai d'Issy-les-Moulineaux (XVe arrondissement) pour se rendre devant le Salon de l'Automobile (XVe), à l'appel de la CGT-Métallurgie. Le cortège est composé d'importantes délégations d'employés de Renault, mais aussi d'équipementiers comme Gooodyear, Valeo, Plastic Omnium, réunis derrière une banderole indiquant : « L'avenir de l'automobile est avec les salariés. Oui aux revendications : salaires, emplois, qualifications, conditions de travail, retraite anticipée. Non aux financiers ». Les manifestants ont tenté, en vain, de pénétrer à l'intérieur du salon et restaient à la mi-journée bloqués devant l'entrée du site. Finalement entrés, les salariés de ces entreprises perturbent le salon pendant plus de deux heures et marquent de longs arrêts aux stands de Renault, mais également Peugeot et Citroën. Bien qu'ils aient reçu consigne de ne coller leurs autocollants que sur les vitres, les carrosseries de certains modèles d'exposition sont rapidement couverts de logos militantistes.

## Fréquentation

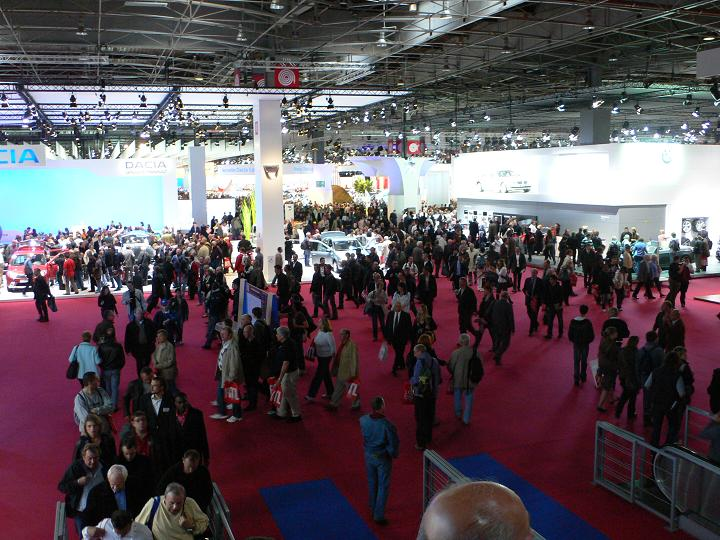
Mondial de l'automobile de Paris de 2008

Le Mondial de l'automobile a réuni 400 000 visiteurs en cinq jours, ce qui représente 12 à 13 % de mieux qu'en 2006. Et ce malgré la crise financière de ces derniers jours, la baisse du pouvoir d'achat des Français depuis plusieurs mois, la hausse du prix des carburants et les exigences écologiques qui poussent à se détourner du tout-auto. Samedi, jour de l'ouverture officielle au public, fut même une journée noire avec une hausse de 17 % de la fréquentation comparé à la précédente édition. « Le pouvoir d'attractivité du Mondial a vaincu tous les pessimismes. On nous avait prédit moins de fréquentation à cause de la crise ou du prix du pétrole, et c'est tout le contraire », s'est réjoui Thierry Hesse, le Commissaire Général du salon. Il ajoute également que le Mondial 2008 est un « salon riche parce qu'éducatif » où le public « vient découvrir la voiture de demain, à la fois du futur proche ou un peu plus lointain ».
Le Mondial de l'automobile 2008 est « très fréquenté » et génère un nombre de contacts commerciaux « beaucoup plus élevé qu'il y a deux ans », annonce le président du salon, Louis Schweitzer. Les constructeurs ont de nombreux contacts : Citroën signe une centaine de bons de réservation sans acompte par jour, soit trois fois plus qu'en 2006. Renault annonce de 900 à 1 000 engagements de commandes et fait état de 500 contacts par jour pour la seule Mégane. Peugeot signale 15 000 contacts et 2 000 propositions commerciales. Outre le record de fréquentation des particuliers avec 1 432 972 visiteurs, c'est également un record de participants professionnels, avec près de 13 000 journalistes,.
L'année 2008 est en hausse de fréquentation. Le dernier dimanche, le commissaire général Thierry Hesse précise qu'« à 16h00, [le salon avait] déjà dépassé 1 400 000 visiteurs ». Une porte-parole du comité d'organisation signale qu'au final, le salon parisien a accueilli 1 432 972 visiteurs, ajoutant qu'il s'agissait d'un nouveau record. La dernière édition en 2006 en avait réuni 1 431 883 avec les mêmes périodes d'ouverture au public. Au total, 362 marques de 25 pays sont présentes.
Le tarif d'entrée pour un adulte est de 12 euros et de 10 euros pour les groupes. Les 10-18 ans profitent pour la première fois d'un tarif réduit à 6 euros. C'est également la première année où les visiteurs peuvent acheter et imprimer leur billet à domicile, par Internet.

## Lesstarsdu salon

### Renault

#### Mégane III et Laguna Coupé

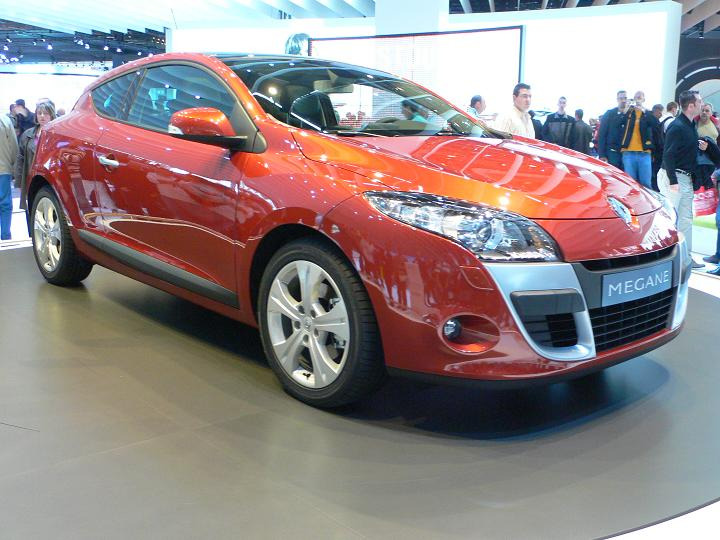
Renault Mégane III Coupé

Le Mondial de Paris est toujours l’occasion pour les constructeurs français de se démarquer. Renault est tout particulièrement attendu avec sa nouvelle Mégane, troisième du nom, ainsi que le coupé Laguna. L'enjeu est très important pour le constructeur français puisque le segment des compacts est l'un des plus importants en termes de volume de ventes. Renault a voulu un design « coup de cœur ». Selon les termes de Carlos Ghosn, PDG de Renault-Nissan, la nouvelle famille Renault Mégane est « la synthèse aboutie d'un design qui conjugue les codes de l'univers sportif et de la passion automobile ».
Aperçue pour la première fois, à l’occasion du festival de Cannes, la Laguna Coupé fait sa première apparition officielle au Mondial de Paris. Pour Renault, ce véhicule marque son grand retour sur le segment des coupés 4 places depuis la Mégane Coupé. Il est donc d’importance pour le constructeur puisque ce modèle doit permettre à la marque d’asseoir son image dans le domaine du haut de gamme, face aux rivaux, notamment les Allemands comme Audi et son A5.

#### Concept Ondelios

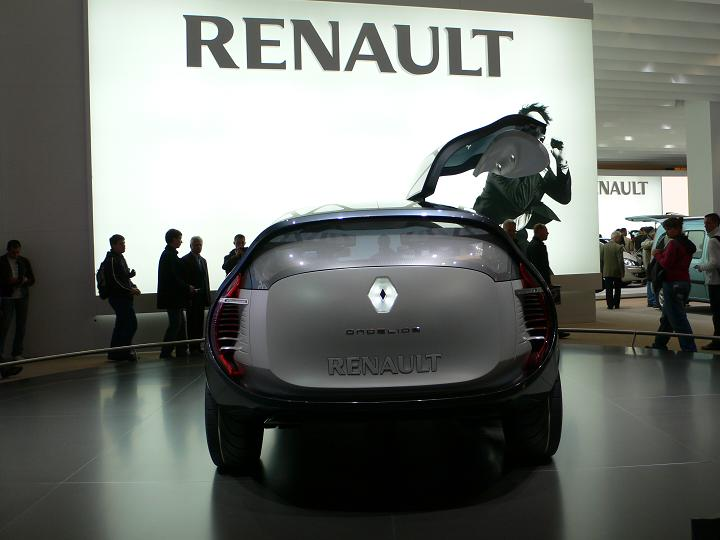
Concept Renault Ondelios

Le concept-car Renault Ondelios présenté sur le stand du Mondial semble être l'interprétation logique du nouveau haut de gamme Renault. Il s'agit un crossover, respectueux de l’environnement, volumineux et habillé d’une carrosserie en carbone avec un vitrage en polycarbonate afin de diminuer son poids, donc sa consommation. Ce concept s'ouvre par deux énormes portes-papillon, tout comme le précédent concept de Renault, la Talisman en 2001. Patrick le Quément, directeur du design Renault, explique que sa dernière création est « inspirée par le mouvement plutôt que par la vitesse. Renault Ondelios est une nouvelle invitation au voyage ».

### Peugeot

#### 308 CC

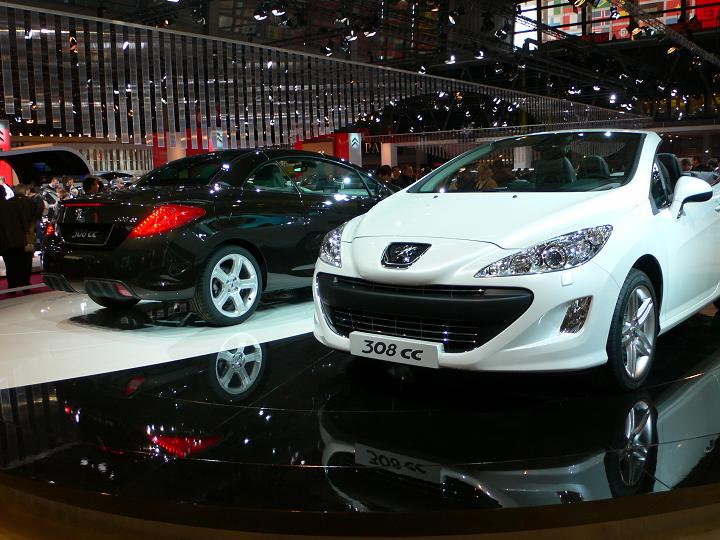
Peugeot 308 CC

Celle qui est la plus attendue sur le stand du constructeur français Peugeot est la 308 CC, pour coupé-cabriolet. Cette 308 CC se place directement dans la succession de sa devancière, la 307 CC. L'esthétique reprend les grandes lignes de la berline éponyme : disposant de quatre véritables places, la 308 CC apporte quelques rares éléments de style supplémentaires par rapport à la berline, notamment la présence de feux rouges à LED, et une poupe un peu plus élancée et affublée de pseudo diffuseurs pour le côté sportif. Par ailleurs, Peugeot mise, comme à son habitude, sur la sécurité : la 308 CC intègre en effet des airbags latéraux dans les sièges avant, une première dans un cabriolet.

#### Concept RC Hymotion4

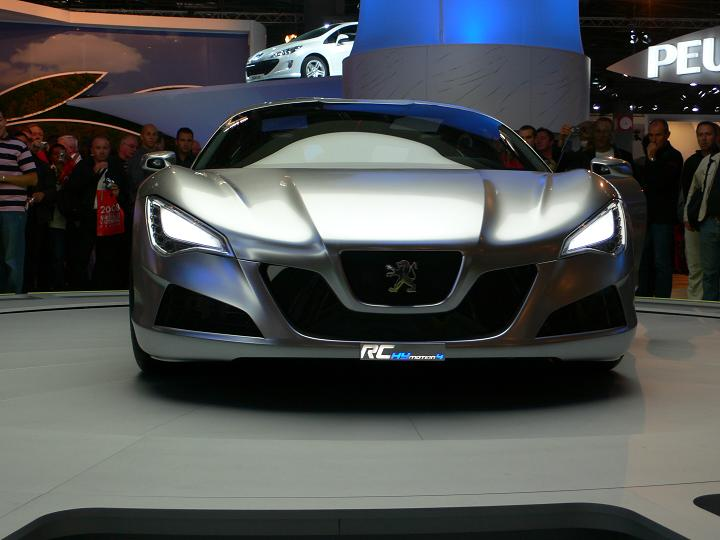
Peugeot Concept RC Hymotion4

Le stand Peugeot a ouvert jeudi 2 octobre sur les propos de J.P. Collin, directeur de PSA : toutes les nouveautés PSA seront équipées d'un système hybride de série dans les années à venir. Le concept car qui doit frapper les consciences est le Peugeot RC Hymotion4.
Coupé aux formes étirées, la RC semble séduire les journalistes, tout comme ce fut le cas avec le concept Peugeot 908 RC de 2007. La RC Hy4 est par ailleurs, et notamment, un concept technique. L'architecture hybride HYmotion 4 préfigure ce que les Peugeot de 2011 proposeront en série. En revanche, le style ne préfigure aucun modèle en particulier. Sous le capot arrière est présent un 4 cylindres 1.6 L THP de 218 ch auquel est accouplé un moteur électrique de 95 ch situé à l'avant. De fait, 313 ch sont disponibles et ne rejettent que 109 g/km de CO2 en cycle mixte.

### Citroën

#### C3 Picasso
La C3 Picasso se démarque à la fois par un style audacieux, proche de celui des concept-car, une architecture novatrice et une ingéniosité marquante. La hauteur de ses assises et la visibilité à bord raviront probablement tous les passagers. Il s'agit d'une C3 type ludospace qui viendra enrichir l'offre des citadines à grand volume, avant l'arrivée prochaine de la C3 classique, en carrosseries 3 et 5 portes. Pour l'habitabilité, Citroën annonce « un rapport dimension/habitabilité jamais atteint ». Les objectifs du C3 Picasso sont clairement définis par Citroën : comme l'explique Vincent Besson, directeur du produit Citroën, « La catégorie des urbaines n'a pas d'opportunités de développement. En revanche, les voitures qui ont la taille, la polyvalence et les prestations du C3 Picasso vont relancer le marché dès 2009 ».

#### Concept Hypnos

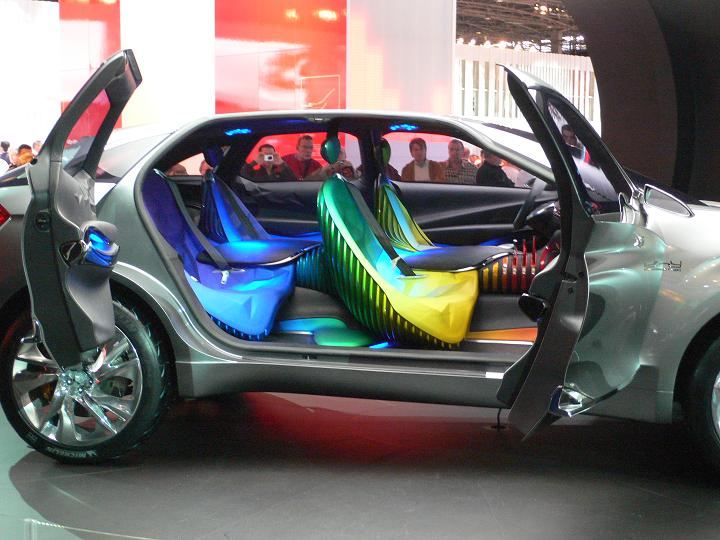
Citroën Hypnos

Le concept Hypnos se situe dans la suite logique du design développé par Citroën depuis la C5 II. Version de type « crossover » ou SUV selon les termes, la carrosserie plutôt racée et de couleur contrasté grise contraste de façon saisissante avec un intérieur aux couleurs vives. Les sièges adoptent par ailleurs un agencement de type séquence ADN. Pour décrire son concept, Citroën aime à dire qu'il s'agit d'« une Mercedes CLS façon 4x4 ».
Mécaniquement, l’Hypnos est tout aussi originale puisqu’elle intègre la technologie HYmotion4 chère au cœur de PSA, ainsi que le système Stop & Start, qui coupe et redémarre le moteur lors des arrêts du véhicule à un stop ou un feu tricolore.

#### GT by Citroën

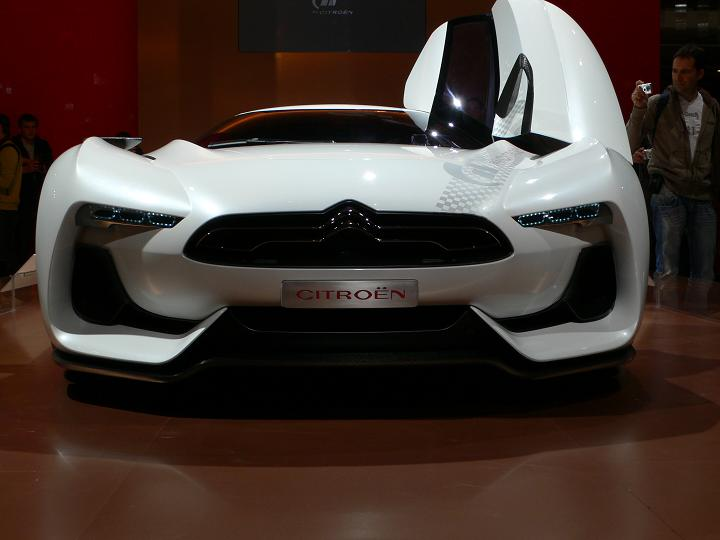
GT by Citroen

La GT by Citroën est un concept car ultra sportif dévoilé par Citroën lors de ce salon 2008, très attendue après les quelques images publiées sur Internet, dévoilant certaines parties de la carrosserie. Il s'agit d'un design très novateur chez Citroën, de sport-prototype d'endurance.
Conçu pour le monde virtuel du jeu Gran Turismo 5 sur PlayStation 3, la GT by Citroën exploite au maximum les des codes stylistiques de la catégorie, à savoir un profil très bas et musclé, des jantes de 21 pouces, des portes papillon, un très imposant aileron, des entrées d'air proéminentes, etc. Patrick Arnaud, designer responsable de la GT explique que le « but était de créer la supercar de 2025. Cela a donné naissance à la GT by Citroën qui a un style plutôt affirmé et, à en croire les réactions du public, [l']objectif semble avoir été atteint ».
Dans le jeu vidéo, la GT by Citroën est propulsée par pile à hydrogène développant une puissance de 490 kW, pouvant atteindre 330 km/h. Néanmoins, le concept car exposé au salon est quant à lui propulsé par un moteur V8 essence de 640 ch. Et, étant donné qu'il s'agit d'un concept, la vitesse maximale atteinte n'est que de 180 km/h.

### Volkswagen Golf VI GTi

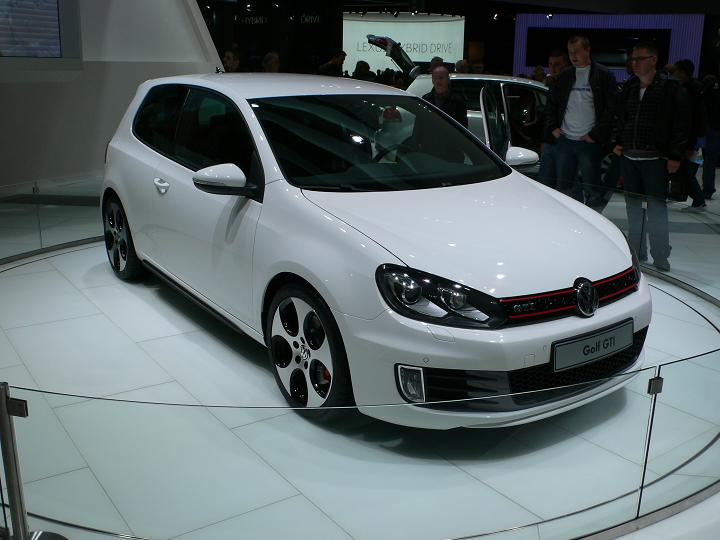
Volkswagen Golf VI GTi

Plus de trente ans après la première Golf GTI, Volkswagen dévoilera sa sixième génération de compacte sportive lors du Mondial de Paris. La très attendue Volkswagen Golf VI GTI se dévoile sous la forme d’un concept très proche de la série, à l'occasion d'une présentation sobre mais efficace, et surtout particulièrement matinale, l'ouverture étant réalisée dès 7 heures 45 du matin. La Golf GTI, c’est avant tout un mythe automobile. En 1976, la Golf GTI première du nom avait bouleversé le monde des petites sportives. Mais au fur et à mesure des générations, malgré un gain de puissance constant, la belle s’est plutôt assagie côté style. Cette dernière version semble confirmer la tendance.
Cette nouvelle version de la Golf GTi est propulsée par un moteur TSi de 210 ch, dont les émissions de CO2 sont réduites de 11 g/km par rapport à la précédente version, soit 117 g/km. La transmission est assurée par les nouvelles boîtes DSG.

### Mercedes-Benz ConceptFascination

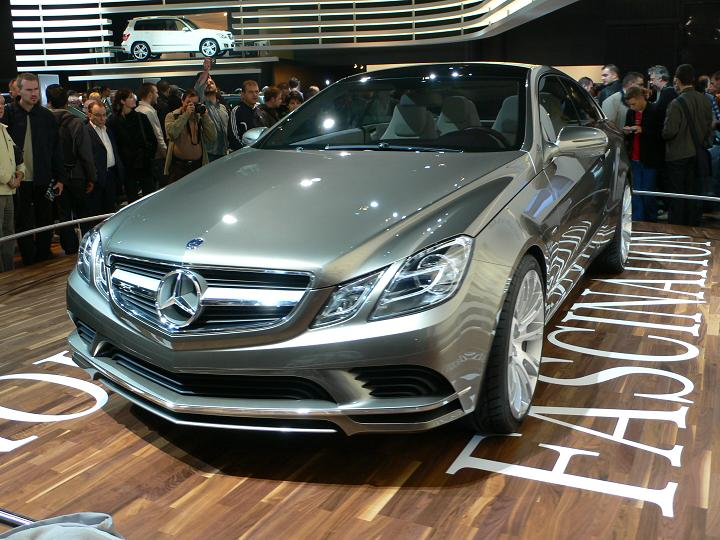
Mercedes-Benz Concept Fascination

À l'occasion du Mondial de l'automobile de Paris, Mercedes dévoile le Concept Fascination. Il inaugure un segment particulièrement surprenant mais qui existe pourtant depuis des années, celui du break de chasse coupé, dérivé d'une prochaine berline de série.
Le constructeur a fait appel au présentateur de TF1, Nikos Aliagas, pour présenter son show-car. Ce break de chasse a été conçu sur une base de classe E. Sa face avant, avec les 4 optiques en « carré », sera vraisemblablement reprise par la prochaine berline E, ainsi que la calandre sur laquelle est apposée l'étoile de Mercedes. L’habitacle est très lumineux grâce à son toit panoramique et intègre des plaquages en bois noble dans l’esprit des rivas vénitien. La Fascination repose sur d’imposantes jantes de 20” et est animée par un moteur propre équipée de la technologie Bluetec développant 204 ch.

### Ferrari California

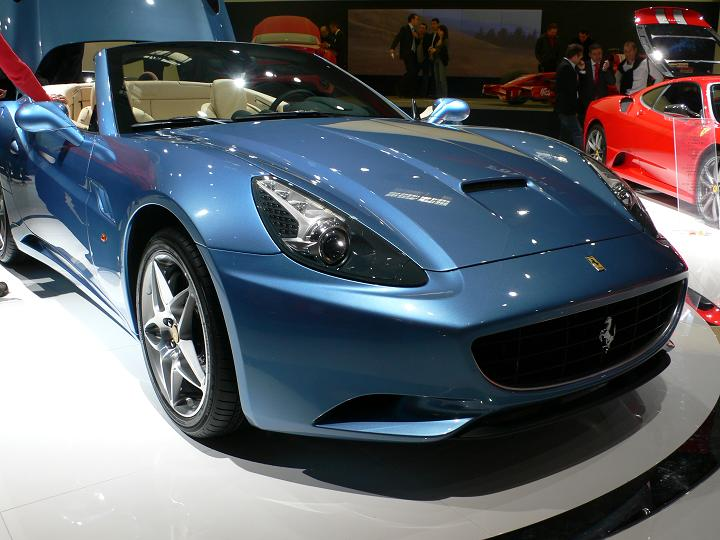
Ferrari California

La nouvelle automobile du constructeur italien au Cheval Cabré, présentée dans une robe bleu azur, est évidemment la plus éminente représentante des marques de luxe porte de Versailles.
Clin d’œil aux mythiques 250 GT Spyder California, conçues par la marque de Modène pour séduire les grandes fortunes de Beverly Hills, d’où leur appellation, la Ferrari California est, elle, un coupé-cabriolet 2+2 quand ses célèbres ancêtres étaient de vraies découvrables à toit en toile ou hard-top. Autre grande différence entre ces générations de California, celles des années 1950 et 1960 étaient pourvues d’un V12 quand le nouvel opus sera équipé d’un V8, en position centrale avant, pour la première fois doté d’une injection directe.

### Toyota iQ

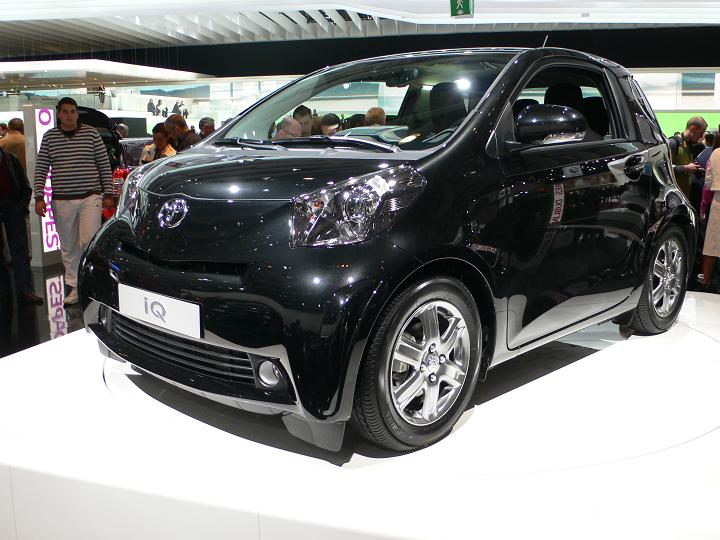
Toyota iQ

Toyota est l'une des marques les plus attendues au Mondial de l'Automobile, tout particulièrement pour sa petite citadine, la Toyota iQ. Son objectif est clair : concurrente directe de la Smart, elle doit convaincre les consommateurs qu'ils peuvent se déplacer en milieu urbain et périurbain dans un petit véhicule pouvant transporter quatre personnes, et qui ressemble vraiment à une voiture. Toyota avait déjà été précurseur dans la production de masse de véhicules hybrides avec le lancement de la Toyota Prius I en 1997. Avec l'iQ, le premier constructeur mondial entend occuper un marché qui était relativement vacant, suscitant peu d'intérêts auparavant.
Longue de 2,98 m et haute d'1,50 m, l'iQ bénéficie d'un empattement généreux de deux mètres. Son coffre est fort d'une capacité de 32 litres. Commercialisée en début d'année prochaine, l'iQ donnera le choix entre un trois cylindres de 68 ch émettant 99 g/km en cycle mixte et un quatre cylindres 1.4 rejetant 104 g/km en cycle mixte, équipé d'un filtre à particules. Des chiffres qui permettront d'obtenir le bonus écologique.

## Listes des nouvelles automobiles présentées

### Concept cars
| - Audi A1 - BMW X1 - Citroën Hypnos - Chevrolet Orlando - GT by Citroën - Honda Insight - LADA Revolution III - Lamborghini Estoque - Maserati GranTurismo MC - Mazda Kiyora | - Mercedes-Benz ConceptFascination - Mini Crossover - Nissan Nuvu - Peugeot Prologue - Peugeot RC Hybrid4 - PGO Hemera - Pininfarina-Bolloré B0 (ex-Blue Car) - Renault Ondelios - Renault Z.E. - Saab 9-X Air BioHybrid - SsangYong C200 |  |

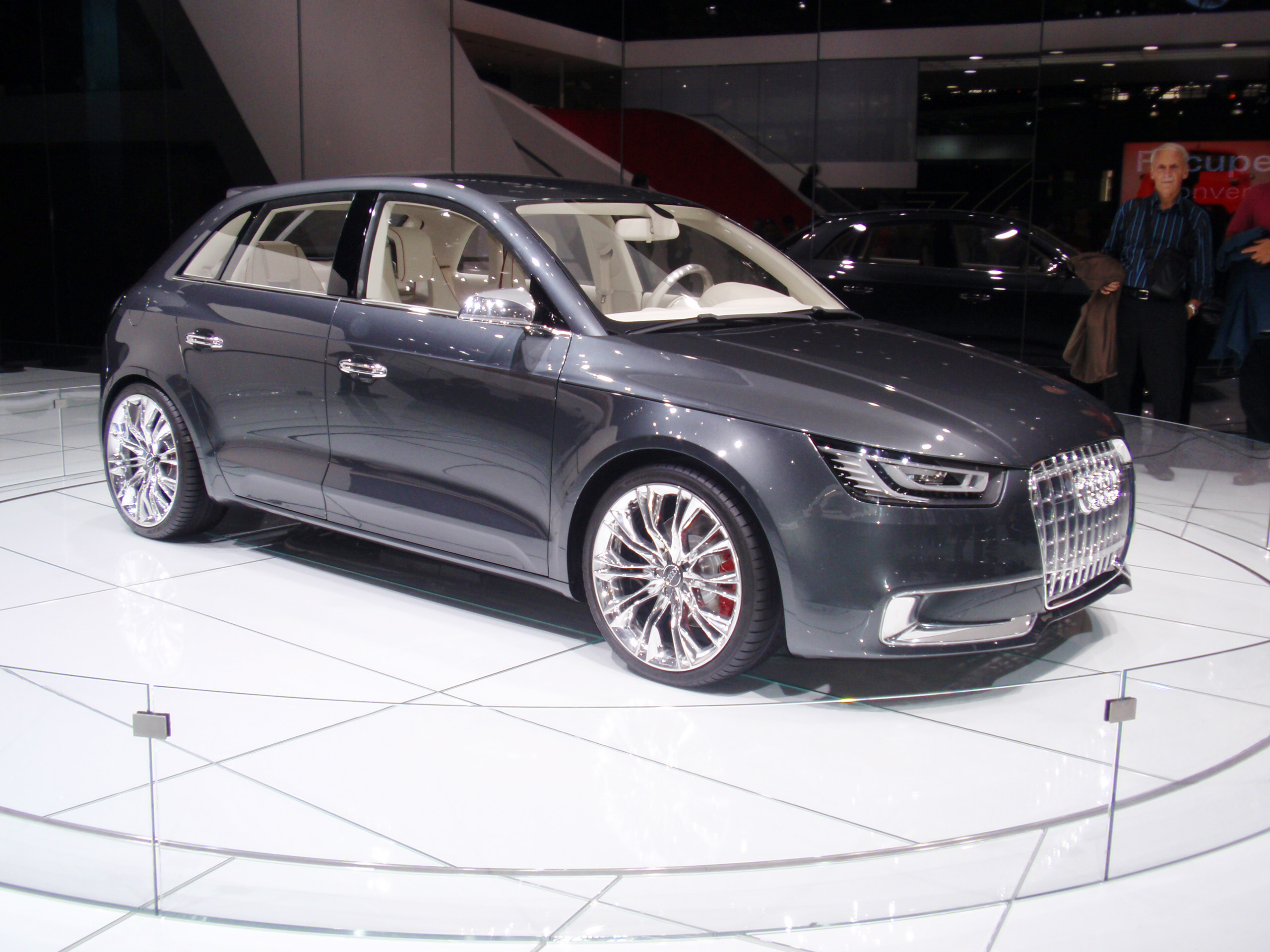
Concept Audi A1

### Automobiles de série
| - Aston Martin One-77 - Audi A6 restylée - Audi RS6 berline - Audi S4 berline et break - Bentley Arnage Final Series - Bentley Flying Spur Speed - BMW Série 3 E90 restylée - BMW Série 7 F01 - Cadillac CTS-V - Chevrolet Cruze - Chevrolet Volt - Dacia Sandero diesel - Honda Insight II - Ferrari California - Fiat 500 Abarth - Ford Fiesta Panel Van | - Ford Ka II - Ford Kuga Individual - Hyundai i20 - Infiniti G37 - Infiniti G37 Coupé - Infiniti EX37 - Infiniti FX37/50 - Kia Soul - Lexus IS 250C convertible - Lumeneo Smera - Mazda MX5 restylée - Mercedes-Benz S400 BlueHybrid - Mitsubishi Lancer Sportback - Nissan Note restylé - Nissan Pixo - Opel Insignia - Peugeot 308 CC | - Peugeot 407 restylée - Porsche 911 Targa restylé - Porsche Boxster S Porsche Design Edition 2 - Porsche Cayenne S Transsyberia - Porsche Cayman S Sport - Renault Laguna III Coupé - Renault Mégane III berline et coupé - Seat Exeo - Škoda Octavia II restylé - Smart Fortwo ED (Electric Drive) - Subaru Forester - Suzuki Alto - Suzuki SX4 FCV - Toyota Avensis III - Toyota Urban Cruiser - Volkswagen Golf VI - Volvo C30/S40/V50 à faibles émissions |

## Halls
Le parc des expositions de Paris, Porte de Versailles, a ainsi accueilli durant octobre 2008, le Mondial de l'automobile. D'une superficie de 220 000 m2, le parc est divisé en 8 pavillons d'exposition où se répartissent les différentes marques automobiles. Le hall 1 est le plus vaste des halls, et accueille de ce fait un grand nombre de marques. 38 marques y sont représentées dont Peugeot, Renault, Citroën, Porsche, BMW, Mercedes-Benz, etc. Avec les halls 3, 4 et 5, ils représentent à eux quatre la majorité des expositions de voitures particulières, de leurs équipements et de concept car.
Le hall 2 se divise en deux parties : le premier étage est consacré aux instruments de navigation embarquée et de l'électronique qui s'y rattache. C'est également dans cette partie que se trouve le pôle « Formation aux métiers de l’automobile », où divers stands présentent les formations qu'ils proposent dans l'automobile. La deuxième partie, les parties 2/2 et 2/3 qui se situent au deuxième étage, fait place aux pôles « Media » et «  Énergies alternatives ». Enfin, le hall 7 est réservé aux sports automobile et le hall est uniquement consacré à l'exposition « Taxis du Monde ».

## Nouvelles animations

### Éco-conduite
Un centre d’initiation à l'Éco-conduite BP Ultimate est installé dans le hall 3 du Salon de l'automobile pour, comme son nom l'indique, initier les visiteurs à l’Éco-conduite. Toujours dans l'objectif de réduire les consommations et les émissions de polluants, 5 constructeurs automobiles participent à cette animation. Sur un parcours urbain de 20 min, un moniteur spécialisé accompagne les visiteurs et leur prodigue des conseils pour une conduite plus économique et moins polluante.

### Taxis

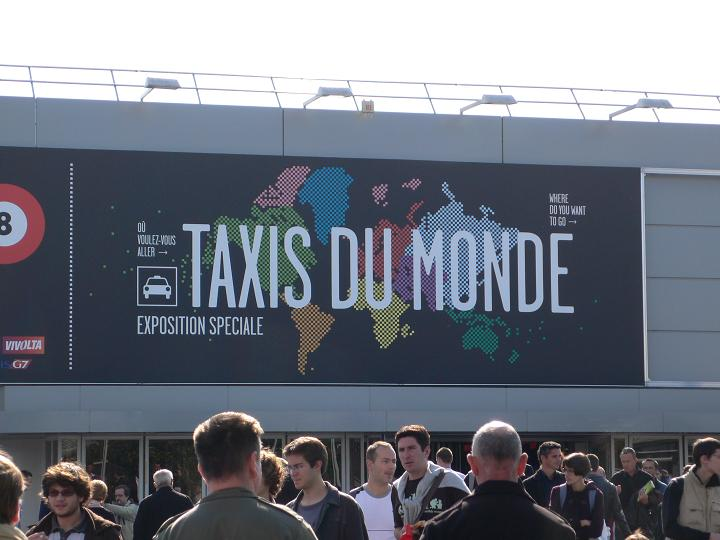
Exposition « Taxis du Monde »

Le Mondial consacre chaque année un hall à une exposition spéciale. Une exposition « Taxis du Monde » est présentée dans le hall 8 du Salon afin de découvrir une collection de 40 taxis venus de plus de 20 pays. Les taxis de la Marne, les célèbres London Cabs, ou encore les Tuk Tuks thaïlandais, en passant par les Yellow taxis de New York et les Toyota Crown aux chauffeurs gantés, sont tous exposés.

### Voitures électriques
Une piste d’essais de voitures électriques est disponible, et ce, après inscription sur le stand des marques participantes. Les visiteurs peuvent prendre le volant d’une voiture à propulsion électrique pour quelques tours de piste et découvrir, selon le site officiel du salon, une nouvelle conduite plus propre et plus silencieuse.